# Scathophaga soror
Scathophaga soror är en tvåvingeart som beskrevs av Christian Rudolph Wilhelm Wiedemann 1818. Scathophaga soror ingår i släktet Scathophaga och familjen kolvflugor. Inga underarter finns listade i Catalogue of Life.